# Вита и Вирджиния
«Вита и Вирджиния» (англ. Vita & Virginia) — британский биографический фильм 2018 года режиссёра Чании Баттон. Сценарий, написанный Чанией Баттон и Айлин Эткинс, является адаптацией одноимённой пьесы Эткинс 1992 года. В главных ролях Джемма Артертон, Элизабет Дебики и Изабелла Росселлини. Действие фильма происходит в 1920-х годах, он рассказывает историю любовного романа между Витой Сэквилл-Уэст и Вирджинией Вулф.
Мировая премьера фильма состоялась в рамках специальной презентации на Международном кинофестивале в Торонто 11 сентября 2018 года.

## Сюжет
В эпоху разлагающейся морали, блистательного джаза и контрабандного алкоголя светская львица Вита Сэквилл-Уэст знакомится с «королевой литературы» Вирджинией Вульф. Ярое противостояние перерастает во взаимную симпатию, а симпатия — в головокружительный роман, который потрясёт высшее общество и навсегда изменит их жизни.

## В ролях
- Джемма Артертон — Вита Сэквилл-Уэст
- Элизабет Дебики — Вирджиния Вулф
- Изабелла Росселлини — Леди Сэквилл
- Руперт Пенри-Джонс — Гарольд Никольсон
- Питер Фердинандо — Леонард Вулф
- Гетин Энтони — Клайв Белл
- Эмеральд Феннел — Ванесса Белл
- Адам Гиллен — Дункан Грант
- Карла Кром — Дороти Уэлсли
- Рори Флек Бёрн — Джеффри Скотт
- Нейтан Стюарт-Джарретт — Ральф Партридж

## Производство
30 июня 2016 года на Deadline.com было сообщение, что британский режиссёр Чания Баттон должна была руководить проектом. Сценарий фильма основан на пьесе «Vita and Virginia». Джемма Артертон, которая также стала исполнительным продюсером фильма, получила первый черновик от автора пьесы Эйлин Аткинс за несколько лет до этого и показала его Баттон, которая впоследствии написала окончательный сценарий вместе с Аткинс.
8 февраля 2017 года было объявлено, что Ева Грин и Джемма Артертон сыграют главные роли. В мае 2017 года сообщалось, что Грин покинула проект из-за конфликтов планирования. Вскоре её заменила Андреа Райсборо. Элизабет Дебики была в конечном итоге утверждена на роль Вирджинии Вулф.
Финансирование было обеспечено от «Irish Film Board», «Piccadilly Pictures», «Sampsonic Media» и «Lipsync Productions». Основные съёмки начались в сентябре 2017 года в Дублине, Ирландия.

## Релиз
Мировая премьера фильма состоялась на Международном кинофестивале в Торонто 11 сентября 2018 года. Он был выбран в качестве фильма премьеры кинофестиваля «Frameline» 2019 года в Сан-Франциско.